# Heptacarpus sitchensis
Heptacarpus sitchensis är en kräftdjursart som först beskrevs av Brandt 1851.  Heptacarpus sitchensis ingår i släktet Heptacarpus och familjen Hippolytidae. Inga underarter finns listade i Catalogue of Life.